# Lãnh thổ phụ thuộc Ross
Lãnh thổ phụ thuộc Ross (Ross Dependency) là một khu vực của Châu Nam Cực, chạy dọc kinh độ 160°đông và 150°đông, kết thúc tại vĩ độ 60°nam. Đòi hỏi chủ quyền của New Zealand với khu vực này được hợp thức hóa năm 1923, khi Tổng quyền của New Zealand được bổ nhiệm làm Tổng quyền của Phụ thuộc Ross theo một lệnh hội đồng được thông qua ở Luân Đôn, Vương quốc Anh. Từ khi Hiệp ước Nam Cực có hiệu lực năm 1961, Điều 1 nêu rõ "Hiệp ước không công nhận, tranh cãi hay xác lập bất cứ yêu cầu chủ quyền lãnh thổ nào, sẽ không có yêu cầu lãnh thổ nào được xác nhận khi hiệp ước còn hiệu lực", hầu hết các quốc gia trên thế giới không công nhận những đòi hỏi lãnh thổ ở Nam Cực của bất cứ quốc gia nào.
Tên của lãnh thổ này lấy từ tên của nhà thám hiểm James Clark Ross, người đã khám phá ra Biển Ross, bao gồm phần của Victoria Land, và phần lớn Thềm băng Ross. Đảo Ross, quần đảo Balleny và đảo Scott hình thành nên một phần của Phụ thuộc Ross, và cả đảo Roosevelt.

## Liên kết
- New Zealand, Antarctica and the Southern OceanLưu trữ ngày 7 tháng 8 năm 2011 tại Wayback Machine — Ministry of Foreign Affairs and Trade. Outline of NZ involvement
- Antarctica New Zealand — Crown entity charged with administering, developing and managing Ross Dependency
- 50 years of Scott Base Lưu trữ ngày 9 tháng 3 năm 2014 tại Wayback Machine
- History - From University of Canterbury Lưu trữ ngày 14 tháng 10 năm 2008 tại Wayback Machine
- http://www.south-pole.com/homepage.html
- Stamps of Ross Dependency Lưu trữ ngày 27 tháng 9 năm 2007 tại Wayback Machine
- map of Ross Dependency (central part) Lưu trữ ngày 27 tháng 9 năm 2007 tại Wayback Machine
- Scientific Research by NIWA in Antarctica
- Dominion Post Photos of Antarctica: enter, go to Categories:Places;Antarctica Lưu trữ ngày 17 tháng 4 năm 2008 tại Wayback Machine
- Antarctica and New Zealand, NZ Ministry for Culture and Heritage